# Bent Holstein
Bent Holstein till Holsteinborg, född 17 september 1881, död 15 juni 1945, var en dansk greve, politiker, jurist och diplomat.
Holstein var 1907-14 diplomat, blev 1917 Overretssagfører och 1924 länsgreve. I kraftfulla tidningsartiklar angrep Holstein under första världskriget Carl Theodor Zahles utrikes- och slesvigska politik, samt var från 1918 en av ledarna för Danevikesrörelsen och kämpade som dennas sändebud i Paris våren 1919 förgäves för omröstning i Slesvigs 3:e zon. Vald till Folketinget 1920 av Konservative Folkeparti, utträdde han 1922 med anledning av försvarssaken ur partiet och representerade som konservativ vilde Aarhus, tills han 1932 knöts till krisrörelsen Landbrugernes Sammenslutning och i oktober samma år till Venstre. Holstein var en betydande begåvning och en framstående talare, en självständig men mycket obalanserad personlighet.